# Коновкін Валерій Георгієвич
Коновкін Валерій Георгійович (нар. 2 березня 1882, Вінниця, Російська імперія — пом. ?) — український військовик, полковник армії УНР, учасник Української революції.

## Життєпис
Народився 2 березня 1882 року у місті Вінниця.
Закінчив Одеське військове училище по 2-му розряду у 1902 році. Станом на 1 січня 1910 року - поручик 8-го Закаспійського стрілецького батальйону (Кушка).
У 1917 році - командир ударного батальйону 3-го Сибірського армійського корпусу. Де всередині листопада 1917 року, допоміг українізованому полку ім. Костя Гордієнка, оволодіти складами на станції Осипівщина, чим посприяв цьому підрозділу стати незалежним від російського штабу, який скеровувся пробільшовицькими комітетами.
Останнє звання у російській армії - підполковник.
З 12 березня 1918 року - в українській армії.
У 1920 року - приділений у розпорядження начальника постачання 6-ї Січової стрілецької дивізії Армії УНР.
Подальша доля невідома.